# Desa Wangunharja (administrativ by i Indonesien, lat -6,30, long 107,13)
Desa Wangunharja är en administrativ by i Indonesien.   Den ligger i provinsen Jawa Barat, i den västra delen av landet, 30 km öster om huvudstaden Jakarta.